# إمدادات المياه والصرف الصحي في إثيوبيا
تعتبر معدّلات الحصول على إمدادات المياه والصرف الصحي في إثيوبيا من بين أدنى المعدّلات في إفريقيا جنوب الصحراء والعالم بأسره. رغم أن الوصول قد ازداد إلى حدٍّ كبير بفضل تمويل المساعدات الخارجية، ما زال هناك الكثير لفعله في سبيل تحقيق الأهداف الإنمائية للألفية (MDGs) المتمثّلة في تخفيض نسبة الأشخاص الذين لا يحصلون على المياه والصرف الصحي إلى النصف بحلول عام 2015، لتحسين الاستدامة وجودة الخدمة.
من العوامل التي تحول دون تحقيق هذه الأهداف القدرة المحدودة لمكاتب المياه في مناطق البلاد التسع وإدارتي مدينتين ومكاتب للمياه في 550 مقاطعة في إثيوبيا (woredas)؛ وعدم كفاية استرداد التكاليف للتشغيل والصيانة السليمة؛ والسياسات والإجراءات المختلفة التي يستخدمها مختلف المانحين، على الرغم من إعلان باريس بشأن فعالية المعونة.
اعتمدت الحكومة استراتيجيةً للمياه والصرف الصحي دعت إلى اتخاذ قراراتٍ تتمتّع بقدرٍ أكبر من اللامركزية في عام 2001؛ وتعزيز مشاركة جميع أصحاب المصلحة، بما في ذلك القطاع الخاص؛ وزيادة مستويات استرداد التكاليف؛ وكذلك دمج أنشطة إمدادات المياه والصرف الصحي والنظافة. ويبدو أن تنفيذ السياسة غير متكافئ.
أعلنت الحكومة في عام 2005 عن أهدافٍ في منتهى الطموح لزيادة التغطية في خطتها الهادفة إلى تحقيق التنمية المتسارعة المستدامة لإنهاء الفقر (PASDEP) لعام 2010. يبلغ الاستثمار المطلوب لتحقيق الهدف نحو 300 مليون دولار أمريكي سنويًا، بالمقارنة مع الاستثمارات الفعلية التي تبلغ 39 مليون دولار أمريكي في 2001–2002. قدّمت الحكومة خطة النمو والتحوّل (GTP) التي تتمتّع بذات القدر من الطموح (2011-2010)، والتي تهدف إلى زيادة تغطية مياه الشرب من 68.5% إلى 98.5%، وفقًا لتعريف الحكومة في عام 2010. وبالرغم من تخصيص المانحين قدرًا كبيرًا من الأموال للقطاع، ما زال إنفاق الأموال إنفاقًا فعالًا وضمان حسن سير العملية وصيانة البنية التحتية التي جرى إنشاؤها باستخدام هذه الأموال يمثّل تحديًا.

## الموارد المائية واستخدامها
لدى إثيوبيا 12 حوضًا نهريًا يبلغ حجم جريانهم السطحي 122 مليار مترٍ مكعب من المياه سنويًا وما يقدر بـ 2.6 - 6.5 مليار مترٍ مكعب من القدرة المائية الجوفية. ويقابل ذلك متوسّطًا قدره 1,575 مترٍ مكعب من المياه المتاحة فعليًا لكل شخصٍ سنويًا، وهو حجم كبير نسبيًا. رغم ذلك، غالبًا ما تكون المياه غير متاحة حيثما وعندما تكون هناك حاجةٌ إليها بسبب الاختلافات المكانية والزمانية الكبيرة في هطول الأمطار ونقص التخزين. يُستخدم نحو 3% فقط من موارد المياه، يُستخدم منها نحو 11% فقط (0.3% من الإجمالي) لإمدادات المياه المنزلية.
يعدّ سد غافسارا الذي بُني خلال الاحتلال الإيطالي وأُعيد تأهيله في عام 2009 المصدر الرئيسي لمياه الشرب في العاصمة أديس أبابا. تُكمّل الآبار وسدٌ آخر الإمدادات.
تُزوّد مدينة دير داوا حصرًا من المياه الجوفية شديدة التلوّث. كما أن الوضع في هرار أكثر مأساوية حيث «أدّى الانخفاض المطّرد في مستوى بحيرة أليمايا إلى إغلاقٍ كامل لمحطة المعالجة». يُقدِم بائعو المياه على بيع المياه غير المعالجة بأسعارٍ باهظة جدًا بسبب النقص في الإمدادات. تجفّ البحيرة بسبب تغيّر المناخ المحلّي، والتغيّرات في استغلال الأراضي في حوضها وزيادة ريّ القات، وهو مخدّرٌ معتدل يُزرع للاستهلاك المحلي والتصدير. من المتوقّع أن يمُدّ خط أنابيبٍ المياه لمسافةٍ تصل إلى 75 كم من حقل بئر بالقرب من دير داوا إلى هرار.
تعتمد الغالبية العظمى من إمدادات المياه في المجتمعات الريفية على المياه الجوفية من خلال الآبار الضحلة والآبار العميقة والينابيع. يحصل عادةً الأشخاص الذين لا يستطيعون الحصول على إمداداتٍ مُحسّنة على المياه من الأنهار والينابيع غير المحمية والآبار المحفورة يدويًا. يمكن أن تتلوّث الآبار والأنهار والينابيع ويمكن أن تسبّب أمراضًا تنتقل عن طريق المياه. كما أنّ نظام حصاد مياه الأمطار أمرٌ شائع أيضًا.

### الحصول على المياه
بلغ عدد الأشخاص الذين لا يحصلون على المياه «المحسّنة» 42 مليون شخص في عام 2015. كان التقدّم فيما يتعلّق بالصرف الصحي أبطأ وكان 71 مليون شخص محرومين من الصرف الصحي «المحسّن» في عام 2015. وفقًا لبيانات كشفها برنامج الرصد المشترك لإمدادات المياه والصرف الصحي لمنظمة الصحة العالمية واليونيسيف، والتي تعتمد بدورها على بيانات من مسوحٍ وطنية مختلفة بما في ذلك المسح الديموغرافي والصحي لإثيوبيا لعام 2005، قُدِّر الحصول على مصدرٍ محسّن للمياه والمرافق الصحية المحسّنة في عام 2008 على النحو التالي:
38% بالنسبة لإمدادات المياه المحسّنة (98% للمناطق الحضرية و26% للمناطق الريفية)
12% بالنسبة إلى الصرف الصحي المحسّن (29% في المناطق الحضرية و8% في المناطق الريفية)
لكن نسبة الحصول كانت أعلى بكثير وفقًا للأرقام التي استخدمتها وزارة المالية والتنمية الاقتصادية لأغراض التخطيط. قُدر الحصول على مياه الشرب بنسبة 68.5% في عام 2010: 91.5% في المناطق الحضرية (في نطاق 0.5 كيلومتر) و65.8% في المناطق الريفية (في نطاق 1.5 كيلومتر). قد تُعزى الأرقام الأكثر ارتفاعًا للمناطق الريفية إلى المسافة إلى مصدر مياه محسّن المستخدم في هذا التعريف أعلى من المسافة التي يستخدمها المسح الديموغرافي والصحي.
قُدِّر الحصول على إمدادات مياهٍ محسّنة بنسبة 17% فقط، والحصول على الصرف الصحي المحسّن بنسبة 4% فقط. وبالتالي، كانت هناك زيادةٌ كبيرة في الحصول على إمدادات المياه والصرف الصحي، والتي تمتدّ على حدٍّ سواء لكلا المناطق الحضرية والريفية. جرى بناء وتأهيل أكثر من 138 ألف مركزٍ من مراكز المجتمع المحلي لتوزيع المياه المحسّنة من 2008 إلى 2010.
تتحمّل النساء العبء الأكبر من عبء جلب المياه في المجتمعات التي تفتقر إلى إمكانية الحصول على مصدرٍ محسّن للمياه. على سبيل المثال، وفقًا لمقالة كتبها تينا روزنبرغ لناشونال جيوغرافي، في قرية فورو التي تقع على قمة الجبل في منطقة كونسوالخاصة في جنوب غرب إثيوبيا، تجري النساء من ثلاث إلى خمس رحلات ذهابًا وإيابًا يوميًا لجلب المياه المتسخة من نهر كويرو. تستغرق كل رحلةٍ ذهابًا وإيابًا من ساعتين إلى ثلاث ساعات وتُنقل المياه في «صفائح (جركنات أو بيدون) وزنها 50 رطلًا».

### جودة الخدمة
جودة مياه الشرب. تتفاوت جودة مياه الشرب في إثيوبيا. تتمثّل الصورة الأشمل لجودة مياه الشرب في نتائج المسح الوطني الذي يمثّل إحصائيًا إمدادات المياه بالأنابيب وحفر الآبار والآبار المحفورة والينابيع المحمية التي نفّذتها منظمة الصحة العالمية واليونيسيف في 2004-2005. وتبيّن أن 72% من العيّنات التزمت بقيم البكتيريا القولونية في معيار مياه الشرب الإثيوبية ES 261:2001 وإرشادات منظمة الصحة العالمية لمياه الشرب. وكانت العيّنات في حالة إمدادات المياه عبر الأنابيب عن طريق الامتثال للمرافق أعلى بنسبة 88%. لم تُشمل الآبار المفتوحة والينابيع غير المحمية في المسح. إلى جانب التلوّث البكتيري، يعدّ التلوّث الطبيعي بالفلوريد مشكلةً في وادي ريفت. تؤكّد نتائج المسح على نتائج المراقبة الروتينية التي أُجريت في مختبرات مكاتب المياه الإقليمية ومكاتب الصحة الإقليمية. أُرشِفت النتائج الأخيرة في المعهد الإثيوبي لبحوث الصحّة والتغذية. يعتبر التفاعل وتبادل المعلومات بين مكاتب الصحة الإقليمية ومكاتب المياه الإقليمية ضعيفًا.
جوانب أخرى لجودة الخدمة. كان 20 بالمئة من شبكات المياه الريفية معطلة في عام 2010، من 25% في عام 2007. نحو 35 في المئة من المضخّات اليدوية المقدّر عددها بنحو 30 ألف مضخّة في إثيوبيا، والتي تُخدّم ما يقدّر بنحو مليوني شخص، كانت مُعطّلة في منتصف العقد الأول من القرن الحادي والعشرين. ويعتبر تقنين المياه في شبكات أنابيب المياه وانقطاع الخدمة أمرًا معتادًا. لا تتوفّر محطاتٌ لمعالجة مياه الصرف الصحي في إثيوبيا، لذلك يجري تصريف جميع مياه الصرف الصحي المجمّعة في المجاري دون أي معالجة بيئية.